# Charlotte Bühler
Charlotte Bühler (1893-1974) en tysk-amerikansk udviklingspsykolog. Hun regnes gerne som en vigtig repræsentant for humanistisk psykologi. I 1922 udgav hun bogen Das Seelenleben des Jugendlichen, der som den første ser på ungdomslivet ud fra et udviklingspsykologisk perspektiv. Hendes bøger er oversat til 21 sprog. Hun var i 1962 medstifter af Association for Humanistic Psychology.

## Værker
- Das Märchen und die Phantasie des Kindes("The fairy tale and the imagination of the child"). Barth, Leipzig 1918.
- Das Seelenleben des Jugendlichen : Versuch einer Analyse und Theorie der psychischen Pubertät (The inner life of the adolescent: An attempt at analysis and theory of mental puberty"). G. Fischer, Jena 1922.
- Kindheit und Jugend : Genese des Bewußtseins ("Childhood and adolescence: Origins of consciousness"). Hirzel, Leipzig 1928.
- Der menschliche Lebenslauf als psychologisches Problem ("The course of human life as a psychological problem"). Hirzel, Leipzig 1933.
- Praktische Kinderpsychologie ("Practical child psychology"). Lorenz, Vienna, Leipzig [1938].
- Kind und Familie : Untersuchungen der Wechselbeziehungen des Kindes mit seiner Familie ("Child and family: Studies on the interactions of the child with his family"). Fischer, Jena 1937.
- Kleinkindertests : Entwicklungstests vom 1. bis 6. Lebensjahr ("Infant testing: Developmental testing from 1 up to 6 years of age"). Barth, Munich 1952.
- Psychologie im Leben unserer Zeit("Psychology in the life of our times") Droemer/Knaur, Munich, Zurich 1962.